# ユニ・チャームペットケア
ユニ・チャームペットケア株式会社は、かつて存在したペットフード、ペット用品の製造メーカー。現在はユニ・チャームに吸収合併され、同社の社内カンパニーとなっている。

## 概要
『愛犬元気』『銀のさら』『ゲインズ』『ねこ元気』ブランドで、犬・猫用のペットフード、ペット用のトイレタリー用品の製造販売を行っている。
1980年代はユニ・チャームの子会社として建材事業を行っていたが（2002年に全面撤退）、1998年に味の素ゼネラルフーヅからペットフード事業を移譲、ユニ・チャームが行っていたペット事業と統合し、現在の業態に変更した。ユニ・チャームの技術を活かした、ペット用おむつ等のトイレタリー製品が特徴となっている。
この経緯のため、過去の建材製品に関するサポートは後身のペットケアカンパニーが行っている。

## 沿革
- 1979年（昭和54年）10月 モノ・サームジャパン株式会社として設立。
- 1983年（昭和58年）7月 ユニ・タイセイ株式会社に改称。
- 1983年（昭和58年）9月 ユニ・チャームから建材事業を譲受。
- 1998年（平成10年）8月 味の素ゼネラルフーヅ及びユニ・チャームからペットケア事業を譲受。
- 1999年（平成11年）2月 ユニ・ハートス株式会社に改称。
- 2002年（平成14年）4月 建材クリーンパネル事業を、コマニーに営業譲渡。
- 2002年（平成14年）7月 建材ラインパレット事業を、筒中プラスチック工業(現：住友ベークライト)の完全子会社であるキョードーに営業譲渡。
- 2002年（平成14年）10月 ユニ・チャームペットケア株式会社に改称。
- 2004年（平成16年）10月 東京証券取引所第2部に上場。
- 2005年（平成17年）9月 東京証券取引所第1部に指定替え。
- 2010年（平成22年）4月 ユニ・チャームより、株式公開買付け開始を発表。
- 2010年（平成22年）9月1日 ユニ・チャームに吸収合併。

## 工場
- 埼玉工場（埼玉県児玉郡上里町）
- 三重工場（三重県名張市）
- 伊丹工場（兵庫県伊丹市）

## テレビ番組
- 日経スペシャル ガイアの夜明け “新しい働き方”第1回 成果主義を超えろ!（2009年11月3日、テレビ東京）[1] - 「売り上げノルマ廃止」を取材。